# Ваганичі
Вага́ничі — село в Україні, у Городнянській міській громаді Чернігівського району Чернігівській області. 
Розташоване в 23 км на північний захід від центру громади Городні. Населення — 492 ос. (на 2006 р.). Найближча залізнична станція — Хоробичі (гілка Гомель-Бахмач), 3 км. Перша письмова згадка про Ваганичі відноситься до 1718 року.

## Історія
Перша згадка про Ваганичі - 1718 р.
Село згадане у податкових реєстрах 1750 – 1756 рр.
Під час організованого радянською владою Голодомору 1932—1933 років померло щонайменше 12 жителів села.
12 червня 2020 року, відповідно до розпорядження Кабінету Міністрів України № 730-р від «Про визначення адміністративних центрів та затвердження територій територіальних громад Чернігівської області», село увійшло до складу Городнянської міської громади.
19 липня 2020 року, в результаті адміністративно-територіальної реформи та ліквідації Городнянського району, село увійшло до складу Чернігівського району.

## Населення
Згідно з переписом УРСР 1989 року чисельність наявного населення села становила 685 осіб, з яких 298 чоловіків та 387 жінок.
За переписом населення України 2001 року в селі мешкали 492 особи.

### Мова
Розподіл населення за рідною мовою за даними перепису 2001 року:
| Мова            | Кількість | Відсоток |
| --------------- | --------- | -------- |
| українська      | 471       | 95.73%   |
| російська       | 13        | 2.65%    |
| білоруська      | 7         | 1.42%    |
| інші/не вказали | 1         | 0.20%    |
| Усього          | 492       | 100%     |

## Економіка
У березні 2019 року Чернігівська обласна рада надала дозвіл на користуванням родовищем кварцових пісків «Вершини» товариству з обмеженою відповідальністю «Сенд Індастрі» з метою побудови заводу з виробництва листового скла. Станом на перший квартал 2019 року в Україні відсутнє виробництво листового скла, тож його доводиться імпортувати.
Проект реалізують компанія «Стюарт інжиніринг» (США) та Швейцарський фонд P-Build Holding AG, а обсяг інвестицій складає 250 млн доларів США. Добуватиме пісок ТОВ «Сенд Індастрі», а компанія «Стюарт інжиніринг Україна», будуватиме підприємство в с. Ваганичі, де у 70-х роках XX століття були розвідані великі поклади кварцового піску.
Підприємство збудують у місті Городня на території колишнього аеродрому. Потужність підприємства становитиме 600 тонн скла на добу. На заводі виготовлятимуть листове скло та склопакети, а також розглядається можливість виробництва автомобільного скла для провідних європейських автовиробників.
Чисельність персоналу на заводі становитиме 250 осіб, та ще 100 на видобутку піску. Частина фахівців пройде стажування в Європі й США. Підприємство планується збудувати за 3 роки.

## Люди
- Делеур Георгій Олександрович (1905—?) — український архітектор.
- Протодиякон Анатолій Гарбуза, клірик Катерининського катедрального собору Чернігівської єпархії ПЦУ